# Rio Teles Pires

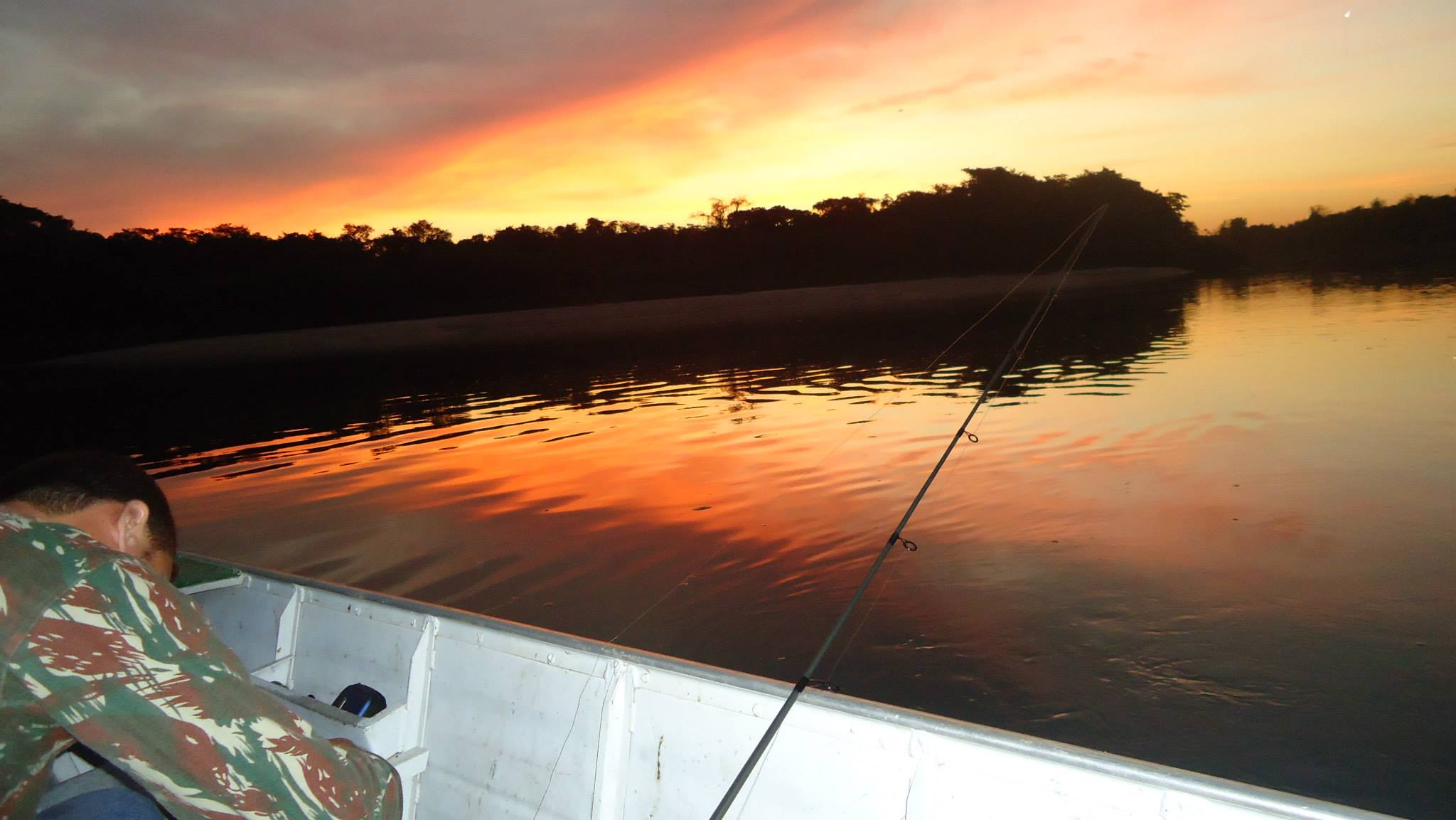
Fim de tarde no rio Teles Pires

O rio Teles Pires (ou rio São Manuel) é um curso de água que banha os estados de Mato Grosso e Pará (sendo seu divisor natural), no Brasil.
Sua nascente fica localizada no município de Primavera do Leste (embora outras nascentes também sejam consideradas), tendo uma extensão de 1457 km até o encontro com o rio Juruena, grande afluente do rio Tapajós, em Barra de São Manoel. Atravessa os biomas do Cerrado e da Floresta Amazônica.
A bacia do rio Teles Pires possui intensa atividade agropecuária distribuída em praticamente toda a sua extensão, abrangendo alguns dos municípios com maior produção de grãos do Brasil. Estudos comprovam que as principais alterações antrópicas ocorridas na bacia nos últimos 30 anos  estão relacionadas ao crescimento das áreas de agricultura.
Sua bacia de drenagem possui aproximadamente 141.483 km². No período das secas, suas águas são cristalinas e de rara beleza, enquanto no período das cheias (outubro a maio), tornam-se escuras e altas. São seus afluentes pela margem direita os rios: Caiapó, Tabatinga, Parado, Peixoto de Azevedo e Cururu-Açú; e pela margem esquerda os rios: Verde, Paranaíba, Apiacás e Santa Rosa.
Em seu curso, está sendo construído o Complexo Hidrelétrico Teles Pires, formado por 6 usinas: UHE São Manoel (700 MW), UHE Teles Pires (1820 MW), Usina Hidrelétrica de Colíder (300 MW), UHE Sinop (401 MW), UHE Magessi (53 MW, planejada) e UHE Foz do Apiacás, no rio Apiacás, seu principal afluente (275 MW, planejada).
Em suas águas existem diversas espécies de peixes: jaús, pintados, matrinxãs, piraíbas e pirararas, sendo um rio muito procurado pela pesca esportiva. Nele também ficava localizada a Cachoeira 7 Quedas (inundada pela construção da UHE Teles Pires), próximo à cidade de Alta Floresta, e que era um local sagrado para os índios mundukurus.
Os principais Municípios drenados pelo rio Teles Pires e seus afluentes são Sinop, Colíder, Sorriso, Lucas do Rio Verde, Itaúba, Alta Floresta, Matupá, Carlinda e Paranaíta, em Mato Grosso, atravessando um dos principais polos produtores de soja do mundo, além do município de Jacareacanga, no Pará.
Encontra-se em estudo a implantação da hidrovia Tapajós-Teles Pires para escoamento da produção agrícola de Mato Grosso.
O rio Teles Pires tem sido afetado pela degradação ambiental, sendo ameaçado por desmatamento, processos erosivos, assoreamento e contaminação das águas por agrotóxicos e fertilizantes, provocados pela atividade agrícola e pelo garimpo, além da construção de hidrelétricas.